# Los Sitios del Picacho
Los Sitios del Picacho är en ort i Mexiko.   Den ligger i kommunen Rosario och delstaten Sinaloa, i den centrala delen av landet, 800 km nordväst om huvudstaden Mexico City. Los Sitios del Picacho ligger 368 meter över havet och antalet invånare är 118.
Terrängen runt Los Sitios del Picacho är kuperad västerut, men österut är den bergig. Runt Los Sitios del Picacho är det glesbefolkat, med 12 invånare per kvadratkilometer. Närmaste större samhälle är Matatán, 19,1 km söder om Los Sitios del Picacho. I omgivningarna runt Los Sitios del Picacho växer i huvudsak lövfällande lövskog.